# Čartova djužina
Čartova djužina (rus. «Чартова дюжина“) – top lista radiopostaje „Naše radio“, orijentirana većinom na glazbu ruskog govornog područja, a također rock nagrada i festival u kojem sudjeluju pobjednici liste prema rezultatima protekle godine.
Top lista se sastoji od trinaest mjesta (u skladu s imenom: rus. „чёртова дюжина“ – nesretan broj 13). Glasuje se putem Interneta na mrežnom mjestu „Naše radio“ ili s pomoću wap portala Nashe.ru. Redovite uspjehe su postizale grupe DDT, Alisa, Pilot, Korolj i šut, Splin, Meljnica, Piknik, Arija i dr.
U emisiji „Čartova djužina“, osim liste trinaest pjesama koje su pobijedile u glasovanju, postoje rubrike sa zanimljivim ili rijetkim snimkama, ubrajajući i one koje se ne čuju u eteru radiopostaje „Naše radio“: rubrike „Raritet“, „Katuška“, „Gdje su sada?“ (rus. „Где они сейчас?“), itd.
Nagrada u rock glazbi dodjeljuje se od 2008. Uručivala se na festivalu prema rezultatima glasovanja gledatelja od trojke nominiranih, koje je birao žiri do 2011.

## Nominirani za nagradu
(Pobjednici su označeni podebljanim slovima.)

### 2008.
- Grupa
  - Alisa (rus. Алиса)
  - DDT (rus. ДДТ)
  - Splin (rus. Сплин)

- Album
  - „Splin – „Razdvojenije ličnosti“ (Сплин – „Раздвоение личности“)
  - Zemfira – „Spasibo“ (Земфира – „Спасибо“)
  - DDT – „Prekrasnaja ljubov' (ДДТ – „Прекрасная любовь“)

- Pjesma
  - DDT – „Novaja žizn'“ (ДДТ – „Новая Жизнь“)
  - Zemfira – „My razbivaems'a“ (Земфира – „Мы разбиваемся“)
  - Ljapis Trubeckoj – „Kapital“ (Ляпис Трубецкой – „Капитал“)

- Glazba
  - Zemfira – „My razbivaems'a“ (Земфира – „Мы разбиваемся“)
  - Svjatoslav Vakarčuk – „Hoču napitis' toboju“ (Святослав Вакарчук – „Хочу напитись тобою“)
  - Aleksandr Vasiljev – „Skaži“ (Александр Васильев – „Скажи“)

- Poezija
  - Jurij Ševčuk – „Novaja žiznj“ (Юрий Шевчук – „Новая жизнь“)
  - Konstantin Kinčev – „Na poroge neba“ (Константин Кинчев – «На пороге неба»)
  - Sergej Mihalok – „Kapital“ (Сергей Михалок – «Капитал»)

- Solist
  - Konstantin Kinčev
  - Svjatoslav Vakarčuk
  - Valerij Kipelov

- Solistica
  - Zemfira
  - Diana Arbenina (Диана Арбенина)
  - Pelageja

- Koncert
  - Meljnica – prezentacija albuma „Zov krovi“, MSA „Lužniki“, 2.12.2006. (Мельница – „Зов крови“, МСА „Лужники“, 2.12.2006)
  - Zemfira – „Zelenyj koncert v Zelenom teatre, Moskva, 8.6.2007. („Зелёный концерт в Зелёном театре“, Москва, 8.06.2007)
  - Kipelov – „Jubilejnyj koncert“, DS „Lužniki“, 18.10.2007. („Юбилейный концерт“, ДС „Лужники“, 18.10.2007)

- Novi izvođač (rus. „Взлом чарта“)
  - Flёur
  - Znaki
  - Pelageja

- Video spot
  - Ljapis Trubeckoj – „Kapital“
  - Zemfira – „My razbivaems'a“
  - Splin – „Skaži“ (rus. „Скажи“)

- Knjiga o rocku
  - Mihail Kozyrev – „Moj rok-n-roll“ (Михаил Козырев – „Мой рок-н-ролл“)
  - Aleksandr Kušnir – „Hedlajnery“ (Александр Кушнир – „Хедлайнеры“)
  - Andrej Makarevič „Zanimateljnaja narkologija“ (Андрей Макаревич – „Занимательная наркология“)

- Izbor  Interneta (Lider točka ru): Korolj i šut (rus. „Король и Шут“)

- Legenda: Jegor Letov (Егор Летов)

Nagradu u nominaciji „Legenda“ za Jegora Letova dobili su njegova udovica i basistica grupe „Graždanskaja oborona“ (rus. „Гражданская оборона“) Natalja Čumakova i direktor kolektiva Sergej Popkov, pozvani na ceremoniju iz Omska.

### 2009.
- Grupa
  - Leningrad (Ленинград)
  - Mumij Trollj (Мумий Тролль)
  - DDT

- Album
  - Mumij Trollj – „8“
  - Alisa – „Puljs hranitelja dverej labirinta“ („Пульс хранителя дверей лабиринта“)
  - Undervud – „Vse, kogo ty tak siljno ljubil“ (Ундервуд – „Все, кого ты так сильно любил“)

- Pjesma
  - Moraljnyj kodeks – „Gde ty“ (Моральный кодекс – „Где ты“)
  - Mumij Trollj“ – „Kontrabandy“ („Контрабанды“)
  - Jevgenij Griškovec, Bigudi i Renars Kaupers „Na zare“ (Евгений Гришковец, Бигуди и Ренарс Кауперс – „На заре“)

- Glazba
  - Ilja Lagutenko – „Kontrabandy“ (Илья Лагутенко – „Контрабанды“)
  - Sergej Mazaev – „Gde ty“ (Сергей Мазаев – „Где ты“)
  - Vjačeslav Petkun – „Ono“ (Вячеслав Петкун – „Оно“)

- Poezija
  - Deljfin – „Sneg“ (Дельфин – „Снег“)
  - Jevgenij Griškovec, Oleg Parastaev – „Na zare“ (Евгений Гришковец, Олег Парастаев – „На заре“)
  - Boris Grebenščikov – „Anjutiny glazki“ (Борис Гребенщиков – „Анютины глазки“)

- Solist
  - Renars Kaupers
  - Ilja Lagutenko
  - Aleksandr Vasiljev

- Solistica
  - Pelageja
  - Zemfira
  - Svetlana Surganova (Светлана Сурганова)

- Koncert
  - DDT – „Ne streljaj!“, SKK „Peterburgskij“, SPB, 26.9.2008. („Не Стреляй!“, СКК „Петербургский“, С.Петербург, 26.09.2008)
  - Zemfira – „Koncert v Sportkomplekse Olimpijskij“, Moskva, 1.4.2008., („Концерт в Спорткомплексе Олимпийский“, Москва, 01.04.2008)
  - Mumij Trolly – „Soljnyj koncert“, B1, Moskva, 27.6.2008. („Сольный концерт“, Б1, Москва, 27.06.2008)

- Novi izvođač
  - Posle 11 – „Krylja“ (После 11 – „Крылья“)
  - Staryj prijatelj – „Muzyka utra“ (Старый Приятель – „Музыка утра“)
  - Amatory – „Dyši so mnoj“ („Дыши со мной“)

- Video spot
  - Ljapis Trubeckoj – „Ogonjki“ („Огоньки“)
  - Deljfin – „Sneg“
  - Mumij Trolly – „O, raj!“ („О, рай!“)

- Knjiga o rocku
  - Boris Barabanov – „ASSA. Kniga peremen“ (Борис Барабанов – „АССА. Книга перемен“)
  - Boris Grebenščikov – „Aerostat: tečenija i zemlji“ („Аэростат: течения и земли“)
  - Sergej Gurjev – „Istorija gruppy Zvuki Mu (Сергей Гурьев – „История группы Звуки Му“)

- Izbor  Interneta: Amatory
- Izbor NAŠE.ru (rus. НАШЕ.ру): Korolj i šut: „Džoker“ (rus. „Джокер“)
- Legenda: Agata Kristi (Агата Кристи)

### 2010.
- Album
  - Akvarium – „Puškinskaja, 10“ (Аквариум – „Пушкинская, 10“)
  - Tequilajazzz – „Žurnal živogo“ („Журнал живого“)
  - Splin – „Signal iz kosmosa“ („Сигнал из космоса“)

- Pjesma
  - Agata Kristi – „Serdcebijenije“ („Сердцебиение“)
  - Splin – „Vniz golovoj“ („Вниз головой“)
  - Tequilajazzz – „Dva luča“(„Два луча“)

- Glazba
  -  Svjatoslav Vakarčuk – „Ja tak hoču“ („Я так хочу“)
  - Jevgenij Fedorov – „Dva luča“ (Евгений Фёдоров – „Два луча“)
  - Vadim Samojlov (Вадим Самойлов) – „Serdcebijenije“

- Poezija
  - Maksim Leonidov – „Pis'mo“ (Максим Леонидов – „Письмо“)
  - Konstantin Kinčev – „Peresmotri“ (Константин Кинчев – „Пересмотри“)
  - Sergej Mihalok – „Manifest“ („Манифест“)

- Solist
  - Aleksandr Vasiljev
  - Konstantin Kinčev
  - Ilja Lagutenko

- Solistica
  - Zemfira
  - Maša Makarova, projekt „Ya Maha“ (Маша Макарова)
  - Pelageja

- Koncert
  - Agata Kristi – „Epilog“, SK „Olimpijskij“, Moskva, 17.11.2009. („Эпилог“, СК „Олимпийский“, Москва, 17.11.2009)
  - DDT – „Koncert, posvjaščennyj sohraneniju istoriko-kuljturnyh pamjatnikov“, VVC, Moskva, 2.9.2009. („Концерт, посвящённый сохранению историко-культурных памятников“, ВВЦ, Москва, 02.09.2009)
  - Garik Sukačev – „Jubilejnyj koncert „5:0 v moju poljzu“, SK „Olimpijskij“, Moskva, 21.11.2009. (Гарик Сукачёв – Юбилейный концерт „5:0 в мою пользу“, СК „Олимпийский“, Москва, 21.11.2009)

- Video spot
  - Brainstorm – „Volny“ („Волны“), lipanj 2009., režiser Kaspars Roga
  - Ljapis Trubeckoj – „Burevestnik“ („Буревестник“), 1.9.2009, režiseri – Matvej Saburov, Maksim Siryj
  - Mumij Trolly – „Molodost'“ (“Молодость“), 1.12.2009., režiser Andrej Zolotouhin

- Grupa
  - Mumij Trolly
  - Brainstorm
  - Ljapis Trubeckoj

- Knjiga
  - Mihail Margolis – „Zatjažnoj povorot: istorija gruppy „Mašina vremeni“ (Михаил Марголис – Затяжной поворот: история группы „Машина времени“)
  - Andrej Makarevič – „Mužskie napitki“ (Андрей Макаревич – „Мужские напитки“)
  - Boris Grebenščikov – „Aerostat: Paralleli i Meridiany“ (Аэростат: Параллели и Меридианы“)

- Novi izvođači (sudionici projekta „Solj“)
  - Jevgenija Maksimova – „Klen ty moj opavšij“ (Евгения Максимова – „Клён ты мой опавший“)
  - Zveroboj – „Step' da step' krugom“ (Зверобой – „Степь Да Степь Кругом“)
  - Sestry – „Druženjka“ (Сёстры – „Друженька“)
  - Vokaljnyj ansambl hora im. Aleksandrova – „Oj, pri lužku, pri lužke“ (Вокальный ансамбль хора им. Александрова – „Ой, При Лужку, При Лужке“)
  - Papamobile – „Vo pole bereza stojala“ („Во Поле Берёза Стояла“)
  - Mjata – „Ja na kamuške sižu“ (Мята – „Я На Камушке Сижу“)

- Izbor NAŠE.ru: Čajf (Чайф)

- Legenda: Mašina vremeni (Машина времени)

### 2011.
Ove su se godine promijenili kriteriji po kojima se biraju laureati. Radiopostaja koja uručuje nagrade odlučila je prestati s praksom dodatnog glasovanja prema nominacijama i nagraditi glazbenika prema njihovom prisustvu u top listi, tj. sada je dovoljan uvjet da slušatelji daju za njih glas u toku godine. Sama nagrada je sada također drugačija. Umjesto teške staklene knjige laureatima se uručuju primjerci vinilnih diskova s njihovim imenima, na kojima su pjesme koje se nalaze na prvom mjestu na listi, te najbolje pjesme novih izvođača.
- Laureati (na vrhu top liste u toku godine):
  - Korolj i šut – „Tanec zlobnogo genija“ („Танец злобного гения“)
  - Okean Eljzy – „Ja tak hoču“ (Океан Эльзы – „Я так хочу“)
  - Splin – „Pis'mo“
  - Mašina vremeni – „Brošennyj Bogom mir“ („Брошенный Богом мир“)
  - Okean Eljzy – „Biljše dlja nas“ („Бiльше для нас“)
  - Piknik – „Kukla s čelovečeskim licom“ (Пикник – „Кукла с человеческим лицом“)
  - Epidemija – „Vernis'“ (Эпидемия – „Вернись“)
  - Radio Čača – „Vljublennyj metallist“ (Radio Чача – „Влюбленный металлист“)
  - Alisa – „Rabota“ („Работа“)
  - Zemfira – „Pocelui“ („Поцелуи“)
  - Pilot – 156-j (Пилот – „156-й“)
  - Kalinov most – „Angely raja“ (Калинов Мост – „Ангелы рая“)
  - Bi-2 – „Jeje glaza“ (Би-2 – „Её глаза“)
  - Ju-Piter – „Skalolazy“ (Ю-Питер – „Скалолазы“)

- Novi izvođači:
  - F.P.G. –„Noč'“ („Ночь“)
  - Murakami – „Pro Ural“ (Мураками – „Про Урал“)
  - Reka – „Vse normaljno“ (Река – „Всё нормально“)
  - Arkadij Duhin – „Slučajnaja ljubov'“ (Аркадий Духин – „Случайная любовь“)
  - Angel NeBes – „Patron“ (Ангел НеБес – „Патрон“)

### 2012.
2012. godine organizatori su se vratili prijašnjem načinu glasovanja.
- Album
  - Bravo – „Moda“ (Браво – „Мода“)
  - Undervud – „Babl-gam“ (Ундервуд – „Бабл-гам“)
  - Ljapis Trubeckoj – „Veselyje kartinki“ („Весёлые картинки“)

- Pjesma
  - Louna – „Bojcovskij klub“ („Бойцовский клуб“)
  - Zemfira – „Bez šansov“ („Без шансов“)
  - Ljapis Trubeckoj – „Ja verju“ („Я верю“)

- Poezija
  - Sergej Mihalok – „Ja verju“
  - Zemfira – „Bez šansov“
  - Tatjana Zykina – „Ja hoču stat' častjo etoj oseni“ (Татьяна Зыкина – „Я хочу стать частью этой осени“)

- Solist
  - Valerij Kipelov
  - Svjatoslav Vakarčuk
  - Renars Kaupers

- Solistica
  - Zemfira
  - Lusine „Lou“ Gevorkjan (Лусинэ „Lou“ Геворкян)
  - Ženja Ljubič (Женя Любич)

- Koncert
  - DDT – „Inače“, Moskva, SK „Olimpijskij“, 9.11.2011. („Иначе“, Москва, СК „Олимпийский“, 09.11.2011)
  - AukcYon – prezentacija albuma „Jula“, Moskva, Arena, 7.10.2011. (АукцЫон –  „Юла“, Москва, Арена, 07.10.11)
  - Mumij Trollj – kraj turneje „Redkije zemli“, Moskva, SK „Olimpijskij“, 9.12.2010. („Редкие земли“, Москва, СК „Олимпийский“, 09.12.10)

- Novi izvođač
  - Pianoboy / Dmitrij Šurov (Дмитрий Шуров)
  - Igor Rasterjaev (Игорь Растеряев)
  - Louna

- Video spot
  - Ljapis Trubeckoj – „Ja verju“ („Я верю“)
  - Bi-2 – „Bezvozdušnaja trevoga“ feat. Tamara Gverdciteli („Безвоздушная тревога“ feat. Тамара Гвердцители)
  - Obe dve – „Milyj“ (Обе две – „Милый“)

- Grupa
  - Ljapis Trubeckoj
  - Zemfira
  - AukcYon

- * Glazba
  - Zemfira – „Bez šansov“
  - Oleg Nesterov – „Nastupaet janvar'“ (Олег Нестеров – „Наступает январь“)
  - Leva Bi-2, Šura Bi-2 – „Bezvozdušnaja trevoga“ (Лёва Би-2, Шура Би-2 – „Безвоздушная тревога“)

- Izbor Interneta: Noize MC

- Lider „Čartove djužine“: Smyslovyje galljucinacii (Смысловые галлюцинации)

- Legenda: Voskresenje (Воскресение)

### 2013.
2013. došlo je do promjena: Čartova djužina se u potpunosti oslonila na slušatelje u izboru nominiranih, a ne na savjete profesionalaca. Broj nominiranih je s 3 narastao na 5 (osim nominacija za "Lidera Čartove djužine" i "Legende"). Dodjela se prvi put održala na moskovskom Stadium Live i emitirala na mrežnim mjestima "onlinetv.ru" i Youtube. Promjene su se dogodile i u glazbenom dijelu nagrade: umjesto kratkih nastupa (2-4 pjesme) nekoliko grupa, četiri grupe su održale pune nastupe: DDT, Korolj i šut, Splin, Lumen. Sve su grupe osim Lumena dopustile snimanje i emitiranje.
- Grupa
  - Korolj i šut
  - Bi-2
  - Nočnyje snajpery
  - Lumen
  - Orgija pravednikov (Оргия праведников)

- Pjesma
  - Pilot - "Osenj" (Осень)
  - Meljnica - "Dorogi" (Дороги)
  - Korolj i šut - "Sčastje?" (Счастье?)
  - Surganova i orkestr - "Nu počem že ja vru" (Ну почему же я вру)
  - Orgija pravednikov - "Naša Rodina - SSSR" (Наша Родина — СССР)

- Album
  - Splin - "'"Obman zrenija" (Обман зрения)
  - Louna - "Vremja X" (Время X)
  - Nočnyje snajpery - "4"
  - Lumen - "Na časti" (На части)
  - Orgija pravednikov - singl "Šitrok" (Шитрок)

- Koncert
  - Kipelov - 10 godina grupe, Moskva, Crocus City Hall, 1. prosinca 2012.
  - Nočnyje snajpery - prezentacija albuma "4", Moskva, 1. prosinca 2012.
  - Ljapis Trubeckoj - "Rabkor live", Moskva, Arena Moscow, 30. rujna 2012.
  - Surganova i orkestr - rođendan grupe, Moskva, Stadium Live, 15. travnja 2012.
  - Zemfira - Moskva, Arena Moscow, 11. – 12. prosinca 2011.

- Solist
  - Mihail Goršenjov
  - Valerij Kipelov
  - Aleksandr Vasiljev
  - Sergej Mihalok
  - Sergej Kalugin

- Solistica
  - Lusine "Lou" Gevorkjan
  - Helavisa
  - Diana Arbenina
  - Zemfira
  - Olga Kormuhina

- Novi izvođač
  - AnimaciJA (АнимациЯ)
  - MONOLIZA (MONOЛИЗА)
  - Jack Action
  - Nas net (Нас Нет)
  - Nervy (Нервы)

- Lider Čartove djužine: DDT

- Legenda: Boris Grebenščikov

## Top liste

### 1999.
1. Čajf – Argentina-Jamajka 5:0 (Аргентина-Ямайка 5:0)
2. Arija – Bespečnyj angel (Беспечный ангел)
3. Zemfira – Arivederči (Ариведерчи)
4. Tancy minus – Gorod (Танцы минус – Город)
5. Splin – Pil-kuril (Пил-курил)
6. Vopli Vidopljasova – Den' naroždenija (Вопли Видоплясова – День народження)
7. Najk Borzov – Tri slova (Найк Борзов – Три слова)
8. Zapreščennyje barabanščiki – Ubili negra (Запрещённые барабанщики – Убили негра)
9. Nogu svelo – Kukla (Ногу свело – Кукла)
10. Ivan Kupala – Koljada (Иван Купала – Коляда)
11. SPORT – Kanikuly (Каникулы)
12. Zdob Si Zdub – Zdubii Bateti Tare
13. DDT – Rastreljali rassvetami (Расстреляли рассветами)

### 2000.
1. Korolj i šut – Prygnu so skaly (Прыгну со скалы)
2. Visokosnyj God – Metr (Високосный Год – Метро)
3. Čajf – S vojny (С войны)
4. DDT – Metel' (Метель)
5. Zemfira – Hočeš (Хочешь)
6. Bravo – Ljubov' ne gorit (Браво – Любовь не горит)
7. BI-2 – Polkovniku nikto ne pišet (БИ-2 – Полковнику никто не пишет)
8. Zemfira – London (Лондон)
9. Čajf – Lošad' moja belaja (Лошадь моя белая)
10. DDT – Noč Ljudmila (Ночь Людмила)
11. Nočnyje Snajpery – 31-ja Vesna (Ночные Снайперы – 31-я Весна)
12. Vjačeslav Butusov – Gibraltar-Labrador (Вячеслав Бутусов – Гибралтар-Лабрадор)
13. Najk Borzov – Lošadka (Лошадка)

### 2001.
1. Splin – Moje serdce (Моё сердце)
2. Splin i Bi-2 – Fellini (Феллини)
3. Alisa – Vereteno (Веретено)
4. Arija – Štil' (Штиль)
5. 7B – Molodyje vetra (7Б – Молодые ветра)
6. Korolj i šut – Pomnjat s gorečju drevljane (Помнят с горечью древляне)
7. DDT – Ona (Она)
8. Korolj i šut – Prokljatyj staryj dom (Проклятый старый дом)
9. Arija – Nebo tebja najdet (Небо тебя найдёт)
10. Kukryniksy – Dorogi (Дороги)
11. DDT – Metel' avgusta (Метель августа)
12. Bi-2 – Moja ljubov' (Моя любовь)
13. Zemfira – Každuju noč (Каждую ночь)

### 2002.
1. Lenjingrad – www
2. Bi-2 i Čičerina – Moj rok-n-roll (Мой Рок-н-Ролл)
3. Korolj i šut – Vospominanija o byloj ljubvi (Воспоминания о Былой Любви)
4. Splin – Gandbol
5. Zemfira – Beskonečnost' (Бесконечность)
6. Agata Kristi – Bliže (Ближе)
7. Točka Rosy – 300 šagov (Точка Росы – 300 шагов)
8. Lenjingrad – Mne by v nebo (Мне бы в небо)
9. DDT – Osenjaja (Осенняя)
10. Tarakany! – Ja smotrju na njih (Тараканы! – Я смотрю на них)
11. Arija – Oskolok ljda (Осколок льда)
12. Kukryniksy – Po raskrašennoj duše (По раскрашенной душе)
13. Zemfira – Mačo (Мачо)

### 2003.
1. Arija – Kolzej (Колизей)
2. Surganova i Orkestr – Murakami (Сурганова и Оркестр – Мураками)
3. Jevgenij Havtan (Евгений Хавтан) – 36,6
4. Splin – Novyje ljudi (Новые люди)
5. Butusov i Ju-Piter – Pesnja iduščego domoj (Бутусов и Ю-Питер – Песня идущего домой)
6. Kipelov – Ja svoboden (Кипелов – Я свободен)
7. Lumen – Sid i Nensi (Сид и Нэнси)
8. Jurij Ševčuk, Aleksej Goršenjev, Mihail Goršenjev, Andrej Knjazev, Ilja Čert, Aleksandr Černjeckij – Popsa (Юрий Шевчук, Алексей Горшенёв, Михаил Горшенёв, Андрей Князев, Илья Чёрт, Александр Чернецкий – Попса)
9. Mertvyje deljfiny – Na mojej lune (Мёртвые Дельфины – На моей Луне)
10. Nočnyje snajpery – Zvu-či (Ночные Снайперы – Зву-чи)
11. Piknik – Serebra! (Пикник – Серебра!)
12. Agata Kristi – Detka-konfetka (Детка-конфетка)
13. Butch – Vstanu (Встану)

### 2004.
1. Pilot – Rok (Пилот – Рок)
2. Agata Kristi – V interesah revoljucii (В интересах революции)
3. Aleksandr Vasiljev – Romans (Александр Васильев – Романс)
4. Nočnyje snajpery – Asfaljt (Асфальт)
5. Pilot – Šnurok (Шнурок)
6. Boris Grebenščikov i Aleksandr Vasiljev – Pesnja o zvjozdah (Песня о звёздах)
7. Deljfin – Vesna (Дельфин – Весна)
8. Lumen – C4
9. Butusov i Ju-Piter – Devuška po gorodu (Девушка по городу)
10. Agata Kristi – Triller (Триллер)
11. Bravo & gosti – Verju ja (Браво & гости – Верю я)
12. Uma2rmaH – Nočnoj dozor (Ночной дозор)
13. Splin – My sideli i kurili (Мы сидели и курили)

### 2005.
1. Meljnica – Nočnaja kobyla (Мельница – Ночная кобыла)
2. DDT – Propavšij bez vesti (Пропавший без вести)
3. Pilot – Ždite solnca (Ждите Солнца)
4. Agata Kristi – Triller
5. Zemfira – Bljuz (Блюз)
6. Goršok – Žizn' (Горшок – Жизнь)
7. Alisa – Rok-n-roll krest (Рок-н-ролл крест)
8. Lumen – Skoljko (Сколько)
9. Graždanskaja oborona – Čužoje (Гражданская оборона – Чужое)
10. Kipelov – Ne sejčas (Не сейчас)
11. Alisa – Izgoj (Изгой)
12. Piknik – Iz kory sebe podrugu vystrugal (Из коры себе подругу выстругал)
13. Arija & gosti – Volja i razum (XX let spustja) (Воля и разум (XX лет спустя))

### 2006.
1. Korolj i šut – Marionetki (Марионетки)
2. Meljnica – Travuška (Травушка)
3. Kipelov – Reki vremjon (Реки времён)
4. Pelageja – Njurkina pesnja (Пелагея – Нюркина песня)
5. Alisa – Kreščenije (Крещение)
6. Pilot – ČB (ЧБ)
7. Surganova i orkestr – Belaja pesnja (Белая песня)
8. Arija – Čužoj (Чужой)
9. Brainstorm – Veter (Ветер)
10. Akvarium – Stakany (Стаканы)
11. Kalinov most – Konj-Ogonj (Конь-Огонь)
12. Džango – Vengerka (Джанго – Венгерка)
13. Piknik – Mrakobesije i džaz (Мракобесие и джаз)

### 2007.
1. DDT – Novaja žizn' (Новая жизнь)
2. Naiv – Vospominanija o byloj ljubvi (Наив – Воспоминания о былой любви)
3. Undervud – Eto sud'ba (Это судьба)
4. Flёur – Šelkoprjad (Шелкопряд)
5. Splin – Majak (Маяк)
6. Alisa – Padal sneg (Падал снег)
7. Ljapis Trubeckoj – Kapital
8. Čajf – Za godom god (За годом год)
9. Mašina vremeni – Uletaj (Улетай)
10. Ilja Čert – Most čerez večnost' (Мост через вечность)
11. Meljnica – Nevesta poloza (Невеста полоза)
12. Korolj i šut – Otraženije (Отражение)
13. Brainstorm – Milliony minut (Миллионы минут)

### 2008.
1. Kukryniksy – Nikto (Никто)
2. Krematorij – Amsterdam (Крематорий – Амстердам)
3. Ju-Piter – Skaži mne, ptica (Скажи мне, птица)
4. Korolj i šut – Dagon (Дагон)
5. Alisa – Aprelj (Апрель)
6. Meljnica – Rapuncelj (Рапунцель)
7. Moraljnyj kodeks – Gde ty?
8. Pilot – Sfinksy (Сфинксы)
9. Jevgenij Griškovec, Bigudi i Renars Kaupers – Na zare
10. Posle 11 - Krylja
11. Lenjingrad – ITD (ИТД)
12. Naiv – Vospominanija o byloj ljubvi
13. Tancy Minus – Ono

### 2009.
1. Čajf – Točka (Точка)
2. DDT – Pariž (Париж)
3. Naiv – 20 let odinočestva (20 лет одиночества)
4. Kipelov – Na grani (На грани)
5. Smyslovyje galljucinacii – Padal teplyj sneg (Падал тёплый снег)
6. Alisa – Vot tak
7. Meljnica – Daleko (Далеко)
8. Nočnyje snajpery – Južnyj poljus (Южный полюс)
9. Maksim Leonidov – Pis'mo
10. Bi-2 – Šambala (Шамбала)
11. Pilot – Zveri
12. Korolj i šut – Dagon
13. Splin – Vniz golovoj

### 2010.
1. Korolj i šut – Tanec zlobnogo genija
2. Splin – Pis'mo
3. Mašina vremeni – Brošennyj bogom mir
4. Piknik – Kukla s čelovečeskim licom
5. Epidemija – Vernis'
6. Alisa – Rabota
7. Okean Eljzy – Biljše dlja nas
8. Maksim Leonidov – Pis'mo
9. Zemfira – Pocelui
10. Radio Čača – Vljublennyj metallist (Radio Чача – Влюбленный металлист)
11. Pilot – 156-j (156-й)
12. Okean Eljzy – Ja tak hoču
13. Butusov i Ju-Piter – Deti minut (Дети минут)

### 2011.
1. Smyslovyje galljucinacii – Pogružajus' (Погружаюсь)
2. Louna – Bojcovskij klub (Бойцовский клуб)
3. Igor' Rasterjaev – Russkaja doroga (Игорь Растеряев – Русская дорога)
4. Pilot – Osen' (Осень)
5. Korolj i šut – Zaščitniki (Защитники)
6. Ljapis Trubeckoj – Ja verju
7. Kipelov – Dyhanije poslednej ljubvi (Дыхание последней любви)
8. Splin – Letela žizn' (Летела жизнь)
9. Louna – Sdelaj gromče (Сделай громче)
10. Pilot – Dvor (Двор)
11. DDT – Rodivšimsja etoj nočju (Родившимся этой ночью)
12. Kalinov most – Mat'-Jevropa (Мать-Европа)
13. KnjaZz – V pasti temnyh ulic (КняZz – В пасти тёмных улиц)

### 2012.
1. DDT - Pesnja o svobode (Песня о свободе)
2. Splin - Doč' samuraja (Дочь самурая)
3. Ljapis Trubeckoj - Šut (Шут)
4. Alisa - Sabotaž (Саботаж)
5. Louna - Mama (Мама)
6. AnimaciJA - Rodina (Родина)
7. Splin - Strašna tajna (Страшная тайна)
8. KnjaZz - Adelj (Адель)
9. Meljnica - Dorogi (Дороги)
10. DDT - Gde my letim (Где мы летим)
11. Brigadnyj podrjad, Korolj i šut, Pilot i Kukryniksy - Piter rok-n-roll (Питер рок-н-ролл)
12. Ju-Piter - 10 šagov (10 шагов)
13. Kukryniksy - Hrustaljnyj mir (Хрустальный мир)

### „Najbolje pjesme desetljeća“ (1998.–2008.)
1. Korolj i šut – Prygnu so skaly
2. Nočnyje snajpery – 31-ja vesna
3. DDT – Osenjaja
4. Kipelov – Ja svoboden
5. Alisa – Nebo slavjan
6. Zemfira – Arivederči
7. Mumij Trollj – Kontrabandy
8. Aleksandr Vasiljev – Romans
9. Bi-2 i Čičerina – Moj rok-n-roll
10. Surganova i orkestr – Murakami
11. Kukryniksy – Nikto
12. Arija – Bespečnyj angel
13. Pilot – Rok

Izbor radiopostaje Naše radio:
1. Lenjingrad - WWW
2. Čajf - Vremja ne ždjot (Время не ждёт)
3. Mašina vremeni - Mesto, gde svet (Место, где свет)
4. Piknik - Fioletovo-čornyj (Фиолетово-чёрный)
5. Meljnica - Nočnaja kobyla (Ночная кобыла)

## Voditelji top liste
1. Mihail Kozyrev (od 4. srpnja 1999. do 25. ožujka 2005.)
2. Raisa Ivanovna Šabanova (od 1. travnja 2005. do 13. ožujka 2009.)
3. Vahtang Maharadze i Pavel Kartaev (od 20. ožujka 2009. do danas)

## Festivali „Čartova djužina“
- 8. veljače 2003. – Moskva, DS „Lužniki“

Sudionici: Pilot, Bi-2, Splin, Kipelov, Mumij Trollj, Lumen, Kukryniksy, Točka Rosy, Tarakany!, Arija.
- 29. veljače 2004. – Moskva, DS „Lužniki“

Sudionici: Agata Kristi, Pilot, Nočnyje Snajpery, Mjortvyje Deljfiny, Surganova i Orkestr, Bravo, Mara, Bi-2, Čajf, Butch, Piknik, Splin, Lumen, Deljfin, Ju-Piter, Kipelov.
- 26. travnja 2005. – Sankt Peterburg, Ledovyj dvorec

Sudionici: Uma2rmaH, Splin, Zveri, Agata Kristi, Pilot.
- 3. veljače 2006. – Sankt Peterburg, Ledovyj dvorec

Sudionici: DDT, Arija, Piknik, Agata Kristi, Nočnyje snajpery, Korolj i šut.
- 9. veljače 2007. – Sankt Peterburg, DS „Jubilejnyj“

Sudionici: Alisa, Kukryniksy, Pelageja, Korolj i šut, Meljnica, Pilot.
- 16. veljače 2008. – Sankt Peterburg, DS „Jubilejnyj“

Sudionici: Alisa, Pelageja, Splin, Naiv, Ljapis Trubeckoj, Kipelov.
- 7. ožujka 2008. – Moskva, SK „Olimpijskij“

Sudionici: Alisa, Pelageja, Naiv, Ljapis Trubeckoj, Korolj i šut, Meljnica, Pilot, Kipelov, Mašina vremeni, Agata Kristi, Flёur, Znaki, Undervud.
- 13. veljače 2009. – Sankt Peterburg, DS „Jubilejnyj“

Sudionici: Alisa, Ju-Piter, Korolj i šut, Kukryniksy, Pilot, Rublj, Surganova i Orkestr, Lumen, Flёur, Dekabr', Naiv, Brigadnyj Podrjad, Posle 11.
- 7. ožujka 2009. – Moskva, SK „Olimpijskij“

Sudionici: Smyslovyje galljucinacii, Vopli Vidopljasova, Kukryniksy, Brigadnyj Podrjad, Surganova i Orkestr, Posle 11, Arija, Juta, Splin, Krematorij, Ju-Piter, Rublj, Pilot, Neprikasaemyje, Čajf.
- 7. ožujka 2010. – Moskva, SK „Olimpijskij“

Sudionici: DDT, Mumij Trollj, Čiž & Co, Zdob si Zdub, Meljnica, Kipelov, Korolj i šut, Ljapis Trubeckoj, Bi-2, Brainstorm, Tancy Minus, Aleksandr F. Skljar i sudionici projekta „SOLJ“.
- 13. veljače 2010. – Sankt Peterburg, SKK „Peterburgskij“

Sudionici: Korolj i šut, Alisa, Pilot, Piknik, Kipelov.
- 5. ožujka 2011. – Moskva, SK „Olimpijskij“

Sudionici: Korolj i šut, Ju-Piter, Nočnyje Snajpery, Bi-2, Arija, Pilot, Alisa, Meljnica, Okean Eljzy, Ljapis Trubeckoj, Kalinov most, Ser'Ga, F.P.G., Najk Borzov, Murakami, Reka, Arkadij Duhin, Oleg Garkuša i Angel NeBes.
Specijalni gost: Piknik
- 10. veljače 2012. – Sankt Peterburg, DS „Jubilejnyj“

Sudionici: Alisa, Tajm-Aut, Kukryniksy, Angel NeBec, Pilot, Ju-Piter, Nočnyje snajpery, Ljapis Trubeckoj, Okean Eljzy, Korolj i šut.
Voditelji: Pelageja, Aleksandr Čača
- 7. ožujka 2012. – Moskva, „Krokus Siti Holl“

Sudionici: Bi-2, Lumen, Louna, Ljapis Trubeckoj, Meljnica, Kalinov most, Noize MC, Smyslovyje galljucinacii, Voskresenije, Korolj i šut, Rakety iz Rossii, Vasja Oblomov, Maša Makarova, Aleksandr F. Skljar, Jevgenij Havtan.
Specijalni gost: Mihail Jefremov